# Carmel Rosa Baserba
Carmel Rosa Baserba (Barcelona, 1912 - Banyuls de la Marenda, 16 de novembre del 2006), també conegut amb el pseudònim Roc, fou un activista polític català.
La seva família era originària de la Jonquera i simpatitzant de Francesc Pi i Margall. Als 12 anys, Rosa hagué de deixar els estudis i començar a treballar, cosa que el va dur a descobrir el marxisme i a militar de molt jovenet en el Bloc Obrer i Camperol (BOC), tot i la seva simpatia que tenia per Francesc Macià.
Militant de l'Aliança Obrera i del Partit Obrer d'Unificació Marxista (POUM), col·laborà amb el Front d'Esquerres i va fer la guerra civil espanyola des del front d'Aragó, on assolí el grau de capità. Poc abans d'acabar la guerra, s'afilià a la UGT. Exiliat a França amb la seva esposa Antònia Adroher i Pascual, fou internat al camp de concentració d'Argelers i més tard va viure a Tolosa de Llenguadoc i a París. Destaca també la seva tasca com a responsable, per a l'Amèrica Llatina, de la secció d'Economia de l'agència France Presse, on va conèixer Julio Ramón Rybeiro, Mario Vargas Llosa i Ricardo Utrilla. Col·laborà amb el Casal de Catalunya de París. També contactà amb Felipe González, amb qui col·laborà en la preparació del Congrés de Suresnes del PSOE.
El 1977 va tornar a Catalunya i milità en el Partit dels Socialistes de Catalunya. També va col·laborar al diari El Punt. El 2006 va rebre la Creu de Sant Jordi, "pels mèrits de la seva lluita contra el feixisme".

## Obres
- Quan Catalunya era revolucionària (1986)
- La llavor dels somnis (2001)